# 奧馬哈鎮區 (阿肯色州布恩縣)
奧馬哈鎮區（英語：Omaha Township）是位於美國阿肯色州布恩縣的一個行政鎮區。

## 地方資料
根據2010年美國人口普查的數據，奧馬哈鎮區的面積為204.57平方千米，當中陸地面積為201.98平方千米，而水域面積為2.59平方千米。當地共有人口2267人，而人口密度為每平方千米11人。